# رادئون اچ دی سری ۴۰۰۰

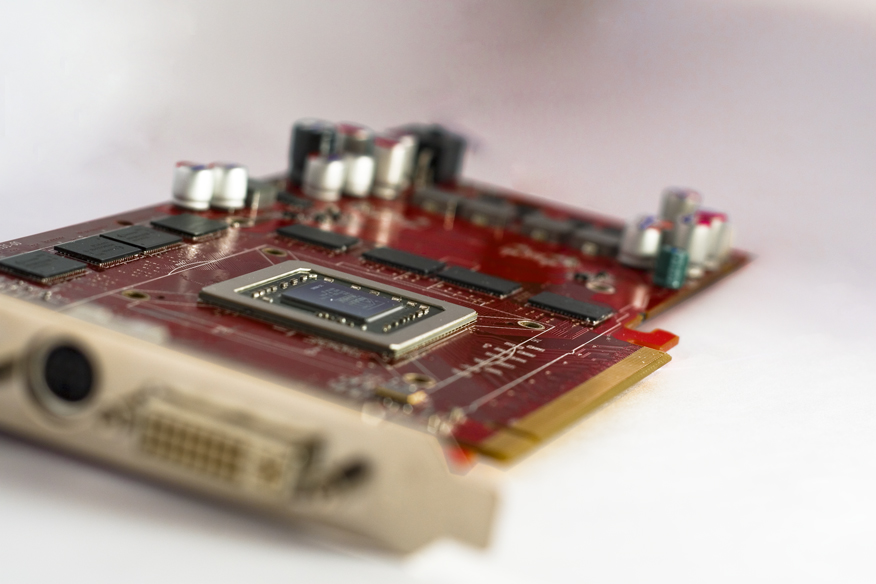
رادئون اچ دی سری ۴۰۰۰

رادئون آر7xx (به انگلیسی: Radeon R7xx) اسم رمز یک سری از واحد های پردازش گرافیکی است که توسط ای ام دی و با نام تجاری ای تی آی توسعه یافته است.
اولین واحد پردازش گرافیکی از این سری، با اسم رمز آر-وی-۷۷۰ در ۱۶ ژوئن ۲۰۰۸ معرفی شد.